# 仮釈放

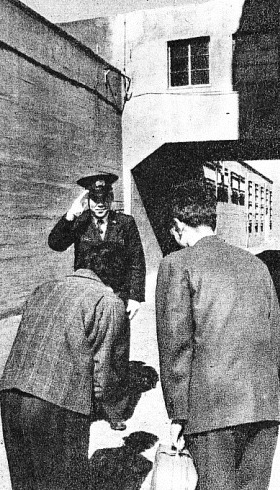
仮釈放される受刑者

仮釈放（かりしゃくほう）とは、刑事施設等に収容されている者が、その収容期間満了前において仮に釈放されること。

## 概要
広義の仮釈放
広義の仮釈放とは、矯正施設に収容されている者が、収容期間が満了する前に、仮に釈放されて、残りの期間を矯正施設の外で、社会生活を営むことを許可されるという、刑事政策上の制度である。少年院や児童自立支援施設（旧称・教護院）からの仮退院、婦人補導院からの仮退院、労役場留置からの仮出場などのほか、刑事施設からの仮釈放がある。この刑事施設からの仮釈放を、狭義の仮釈放（かつては「仮出獄」・かりしゅつごく）と呼ぶ。
狭義の仮釈放
狭義の仮釈放とは、拘禁刑(旧懲役・禁錮)の確定裁判を受け、その刑罰が執行され、刑事施設に収容された受刑者が、当該自由刑の期間満了前に、刑事施設から一定の条件の下に釈放され、社会生活を営みながら残りの刑期を過ごすことが許されるという、刑事政策上の制度である。かつては「仮出獄」と呼ばれたが、刑事施設及び受刑者の処遇等に関する法律施行後は、各法令の用語も「仮出獄」から「仮釈放」に改められた。
なお、当時より、少年院からの「仮退院」と「仮出獄」とを併せて、広義の「仮釈放」と呼び習わされることもあったが、少年院送致は刑罰ではなく保護処分であることから、「仮退院」のことを「仮出獄」と呼ぶことはなかった。また、これらを併せて「仮出所」と呼ぶ場合もある。

## 狭義の仮釈放
日本の刑法28条に定められている。
ここにいう行政官庁とは、法務省所管の地方更生保護委員会であり、「改悛の状」の具体的意味は法務省令で「悔悟の情及び改善更生の意欲があり、再び犯罪をするおそれがなく、かつ、保護観察に付することが改善更生のために相当であると認める相当であると認められるときにする。ただし、社会の感情がこれを是認すると認められないときは、この限りでない。」と示されている。
仮釈放の手続の流れは、以下のようなものである。
- 自由刑の確定判決を受けた者が、検察官によって刑の執行指揮を受け、刑事施設に収容され、刑事施設内で所定の調査が行われると、その結果が、地方更生保護委員会と、法務省所管の保護観察所に知らされる。
- 保護観察所は、受刑者が希望する帰住地および引受人について調査を実施する。実施にあたるのは、主に保護司であるが、保護観察官が直接行うこともある。調査は、帰住先の住居は安定して居住できるか、引受人は保護観察所と協力して、受刑者が仮釈放を許された後に社会復帰のために援助できるか、人的・物的環境は更生のためにふさわしいか等多岐にわたり、それらの諸要素を考慮した上で、保護観察所長が総合判断の結果、帰住先が更生に適当かどうかの意見を付して、刑事施設と地方更生保護委員会に連絡を行う。
- 法務省所管の刑事施設の長は、帰住先が更生に適当であると保護観察所長から連絡を受けた者で、かつ、刑事施設内での処遇の状況が良好である者について、地方更生保護委員会に仮釈放許可を申請する。
- 地方更生保護委員会は、あらかじめ、刑事施設内での処遇の状況や、保護観察所が行っている帰住先の環境調整の結果のほか、地方更生保護委員会事務局の保護観察官による面接や、被害者感情調査の結果などについて調査する。これらの調査の結果や、委員自身が直接受刑者に面接することによって、仮釈放が許されるべきかどうかを審理している。
- 審理の結果、仮釈放することが適当であると判断されれば、一定の約束事（遵守事項）を遵守することを条件として、仮釈放許可決定がなされる。仮釈放が許されると、残刑期間中は、保護観察を受け、遵守事項を守るよう指導、監督を受けて生活することになる。

仮釈放はあくまで「仮」であり、刑法29条1項の各号に該当する場合には、仮釈放は取り消される。犯罪を犯して罰金刑以上の刑罰が課せられた場合や、保護観察中に遵守すべき遵守事項に違反した場合には、地方更生保護委員会の仮釈放取消決定により、仮釈放が許された全ての期間を、刑事施設で過ごさなくてはならない。
また、刑の執行が停止されたわけではなく、社会の中で保護観察を受けて遵守事項を守りながら生活することを条件に、残りの刑期を過ごすことが許されたという状態であるため、例えば無期刑に処せられた者が仮釈放を許された場合には、死亡するか、あるいは恩赦（保護観察所長が上申権者となる「刑の執行の免除」）がなければ、一生保護観察下に置かれ、住居、旅行等、日常生活にも制限を受けることになる。
仮釈放は、受刑者のうち、一定の要件を満たした者について、早期に社会生活の機会を与え、更生や社会復帰を円滑に進めさせるための制度である。仮釈放期間中の保護観察も、そのために行われる。一方で、刑事施設における過剰収容の緩和という機能があることも否めない。刑事施設における過剰収容は、刑務官の定員や、刑事施設の物理的な収容定員には限界があることから、刑事施設内での処遇の質の低下や、受刑者による暴動を招来しかねない。また、犯罪者処遇を刑事施設内で行う場合と比べると、保護観察という社会内処遇は圧倒的に安価であるということも、仮釈放制度のメリットといえる。
ただ、仮釈放中の保護観察は、刑事施設内の処遇と比較すると、物理的・人的に再犯を防止する機能に乏しい、というデメリットがある。仮釈放中の保護観察を忌避し、所在をくらませて再犯に至る者がいることも事実である。2005年、愛知県安城市の商業施設において、仮釈放中に所在をくらませた者が幼児を殺害する殺人事件を起こしたことが契機となり、対策が講じられた。仮釈放中に所在をくらまし、保護観察を受けていない者については、2005年12月以降、保護観察所自身が、裁判所から令状の発付を受け、警察と連携して所在調査を実施することとなった。
受刑者が仮釈放の拒否を決めることはできないが、刑務作業で工場に出ることを拒否するなどして取り消しに持ち込むことができるとされ、美達大和はこの手法で仮釈放を放棄したと著書に記している。

## 仮釈放中の者が犯した主な事件
- 京都・大阪連続強盗殺人事件 - 1984年（昭和59年）9月4日に発生。犯人の廣田雅晴（1998年に死刑確定）は京都府警察の元巡査部長だが、1978年（昭和53年）に配属されていた西陣警察署から同僚の拳銃を盗んで強盗事件を起こし（懲戒免職処分）、懲役7年の刑に処されていたが、事件5日前に加古川刑務所から仮釈放されていた。
- 熊谷養鶏場宿舎放火殺人事件 - 1989年（平成元年）4月に発生。犯人のうち1人は1969年（昭和44年）に殺人事件を起こして懲役20年の刑に処され、事件当時は仮釈放中だった。
- 渋谷駅駅員銃撃事件 - 2004年（平成16年）6月に発生。
- 安城市男児刺殺事件 - 2005年（平成17年）2月にイトーヨーカドー安城店（愛知県安城市）で発生[5]。住居侵入・窃盗の罪で服役していた男が[6]、豊橋刑務支所（愛知県豊橋市）を仮出所して3日後に更生保護施設を無断で抜け出し、事件を起こした[7]。被告人は統合失調症があったことから、弁護人は「心神喪失状態だった」と無罪を主張したが[5]、第一審・控訴審ともに限定責任能力（心神耗弱）を認定して懲役22年の判決を言い渡し、2010年3月8日に最高裁第一小法廷（宮川光治裁判長）が被告人側の上告を棄却する決定を出したため、懲役22年が確定している[8]。更生保護法成立のきっかけになった事件でもある[5]。

### 無期懲役刑の受刑者が仮釈放中に殺人を再犯して死刑に処された事例
- 東京都北区幼女殺害事件 - 1979年（昭和54年）7月に発生。
- 福岡県直方市強盗殺人事件 - 1980年（昭和55年）4月に発生。
- 熊本母娘殺害事件 - 1985年（昭和60年）7月に発生。1962年（昭和37年）に元妻の母親（義母）を殺害して尊属殺人罪で無期懲役刑に処された男が、元妻一族を逆恨みし、仮釈放された後に元妻の親族ら2人を殺害した。
- 福島女性飲食店経営者殺害事件 - 1990年（平成2年）5月に発生。
- 福山市独居老婦人殺害事件 - 1992年（平成4年）3月に発生。犯人は過去に強盗殺人事件を起こして無期懲役刑に処され、仮釈放中に強盗殺人を再犯した。
- 豊中市2人殺害事件 - 1998年（平成10年）2月に発生。
- 宇都宮実弟殺害事件 - 2005年（平成17年）5月に発生。